# Too Fast for Love
Too Fast for Love ist das Debütalbum der amerikanischen Glam-Metal-Band Mötley Crüe. Es erschien zunächst am 10. November 1981 über Leathür Records und wurde im August 1982 von Elektra Records in überarbeiteter Form neuveröffentlicht.

## Geschichte
Nikki Sixx wollte seine eigene Band gründen und trennte sich von seiner Band London. Er fand in Tommy Lee nicht nur einen Schlagzeuger, sondern auch einen Freund und Wegbegleiter für die nächsten Jahre. Schließlich trafen sie per Zeitungsanzeige auf den Gitarristen Mick Mars. Da ein Ex-Bandkollege von Mars die zwei Jungs als „bunter Haufen“ (Motley Crew) bezeichnete, nannte man die Band Mötley Crüe (siehe Heavy-Metal-Umlaut). Als man bei der Band Rock Candy eigentlich nach einem Rhythmusgitarristen suchte, stieß man dort auf den Sänger Vince Neil und beschloss, keinen weiteren Gitarristen einzustellen.
Die Band produzierte das Album selbst und brachte es im November 1981 über Leathür Records heraus. Nachdem man 20.000 Einheiten verkaufen konnte, wurde Elektra Records auf die Band aufmerksam und nahm sie unter Vertrag. Das Album wurde überarbeitet (u. a. entfiel der Song Stick to Your Guns) und im August 1982 erneut veröffentlicht.

## Stil
Das Album ist im Gegensatz zu anderen Alben der Crüe noch leicht Punk-lastig, was daran liegt, dass Punk in dieser Zeit sehr beliebt war. Außerdem behandelten die Texte noch nicht wie bei späteren Alben Ereignisse aus dem Leben der Crüe, sondern waren noch ausgedachte Texte. Des Weiteren fällt auf, dass Vince Neils Stimme im Vergleich zu anderen Alben sehr jung klingt. Oftmals sind kleinere Backgroundchöre unter die Refrains der Lieder gemixt, wie z. B. bei Too Fast for Love.

## Cover
Das Cover ist eine Hommage an das Album Sticky Fingers von den Rolling Stones.
Es zeigt den oberen Teil einer Glamrock-üblichen Lederhose mit einem Ledergürtel (der mit viel Metall bestickt ist) und Hände mit Handschuh an der einen und vielen Eisenarmbändern an der anderen Hand. Dies ist ein Ausschnitt aus einem Foto von Vince Neil, das auf der Rückseite komplett gezeigt wird, neben den Fotos der anderen drei Bandmitglieder.
Sticky Fingers hat ein ähnliches Cover, nur mit einer älteren Hose.

## Kritiken
Too Fast for Love wird von Kritikern heute noch oft als wichtiges Album bezeichnet. Metal Rules zeichnete es als 31-bestes Heavy-Metal-Album aller Zeiten aus.

## Titelliste

### Originalversion
Die Songwriter sind in Klammern angegeben.
1. Live Wire (Sixx) – 3:16
2. Public Enemy #1 (Sixx, Lizzie Grey) – 4:23
3. Take Me to the Top (Sixx) – 3:46
4. Merry-Go-Round (Sixx) – 3:27
5. Piece of Your Action (Neil, Sixx) – 4:40
6. Starry Eyes (Sixx) – 4:30
7. Stick to Your Guns (Sixx) – 4:20
8. Come On and Dance (Sixx) – 3:11
9. Too Fast for Love (Sixx) – 4:11
10. On with the Show (Neil, Sixx) – 4:08

### Elektra-Records-Version
1. Live Wire – 3:14
2. Come On and Dance – 2:47
3. Public Enemy #1 – 4:22
4. Merry-Go-Round – 3:22
5. Take Me to the Top – 3:43
6. Piece of Your Action – 4:39
7. Starry Eyes – 4:28
8. Too Fast for Love – 3:22
9. On with the Show – 4:07

## Kommerzieller Erfolg

### Chartplatzierungen
| ChartsChartplatzierungen       | Höchstplatzierung | Wochen |
| ------------------------------ | ----------------- | ------ |
| Schweiz (IFPI)                 | 95 (1 Wo.)        | 1      |
| Vereinigte Staaten (Billboard) | 77 (62 Wo.)       | 62     |

### Auszeichnungen für Musikverkäufe
In den Charts konnte dieses Album kaum Erfolge erzielen, doch es verkaufte sich mit dem Vergrößern der Fanbasis weiter. Trotz des schlechten Chartplatzes von Platz 77 erreichte es Platinstatus in den USA (über 1. Mio. verkaufte Einheiten).
| Land/Region               | Auszeichnungen für Musikverkäufe (Land/Region, Auszeichnung, Verkäufe) | Verkäufe  |
| ------------------------- | ---------------------------------------------------------------------- | --------- |
| Vereinigte Staaten (RIAA) | Platin                                                                 | 1.000.000 |
| Insgesamt                 | 1× Platin ·                                                            | 1.000.000 |